# Église Saint-Michel de Fontaneda
L'église Saint-Michel (catalan : església de Sant Miquel) est une église romane du XIIe siècle située à Fontaneda, en Andorre. L'édifice est classé Bé d'interès cultural par l'état andorran.